# Grand Prix automobile de Genève
Le Grand Prix automobile de Genève est un Grand Prix créé en 1931 et disputé pour la dernière fois en 1950,  sous la règlementation de la Formule 2 lors des deux dernières éditions.

## Palmarès
| Année | Vainqueur           | Écurie        | Circuit | Résultats |
| ----- | ------------------- | ------------- | ------- | --------- |
| 1931  | Marcel Lehoux       | Bugatti       | Meyrin  | Résultats |
| 1948  | Raymond Sommer      | Simca-Gordini | Genève  | Résultats |
| 1950  | Maurice Trintignant | Simca-Gordini | Genève  | Résultats |